# Habib Bourguiba Jr.
Pour les articles homonymes, voir Famille Bourguiba et Bourguiba.
Habib Bourguiba Jr. (arabe : الحبيب بورقيبة الابن), alias Bibi, de son nom complet Jean Habib Bourguiba, né le 9 avril 1927 à Paris et mort le 28 décembre 2009 à Tunis, est un homme politique et diplomate tunisien.
Fils unique de Habib Bourguiba — devenu premier président de la République tunisienne en 1957 — et de sa première épouse Mathilde Lorain, il occupe divers postes diplomatiques à travers le monde avant de servir comme conseiller de son père.

## Carrière diplomatique et politique
Né le 9 avril 1927 à Paris, sous le nom de Jean Habib Bourguiba,, il est le fils unique de Habib Bourguiba, leader nationaliste, et de sa première épouse Mathilde Lefras (née Lorain). Il étudie au prestigieux Collège Sadiki puis part pour Paris étudier le droit, comme son père avant lui, et l'anglais. Envoyé aux États-Unis pour ouvrir l'ambassade de Tunisie en 1956, il fait la connaissance de John Fitzgerald Kennedy, alors que celui-ci est encore sénateur, pour le sensibiliser à la question de l'indépendance algérienne.

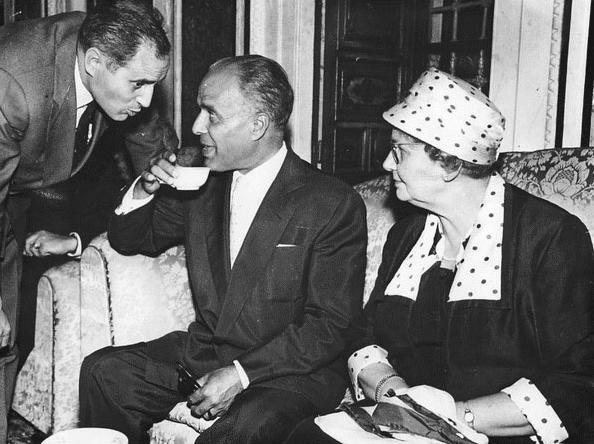
Habib Jr., Habib et Moufida Bourguiba en 1956.

Nommé ambassadeur à Rome puis ambassadeur en France en novembre 1958, la rupture des relations diplomatiques entre ces deux pays en juillet 1961 à la suite de la crise de Bizerte, met fin à ses fonctions. Revenu à Washington en tant qu'ambassadeur, de 1961 à 1963, il est le premier ambassadeur à présenter à Kennedy ses lettres de créance au lendemain de l'accession de celui-ci à la Maison Blanche. « Vous vous rendez compte que nous créons un précédent » déclare alors Kennedy. « C'est la première fois qu'un ambassadeur fils de président présente des lettres de créance à un président fils d'ambassadeur ». Fin 1963, il retourne en Tunisie quand il est nommé secrétaire général à la présidence de la République. Le 12 novembre 1964, il remplace Mongi Slim comme ministre des Affaires étrangères. Le 3 février 1969, il est le premier membre du gouvernement tunisien à être reçu en France depuis l'indépendance.
Il conserve la direction du ministère jusqu'en 1970 puis devient brièvement ministre de la Justice (juin à novembre 1970), avant d'être évincé à la suite de l'affaire des coopératives durant laquelle il adopte une attitude de réserve. Il est nommé par son père, le 26 décembre 1977, comme son conseiller spécial. Il est évincé du palais présidentiel le 7 janvier 1986, dans le cadre de la lutte pour la succession de son père.
Le président français Valéry Giscard d'Estaing lui décerne en 1976 la Légion d'honneur dont il obtient le grade de grand officier.

## Rôle économique
Il fonde puis dirige, de 1971 à 1988, la Banque de développement économique de la Tunisie, qui joue un rôle essentiel dans l'essor économique du pays en drainant de nombreux capitaux étrangers, dont ceux des pays du Golfe. Il est par ailleurs l'un des premiers responsables tunisiens à découvrir l'informatique à ses tout débuts, en 1983, et à comprendre le potentiel qu'il offre alors. Immédiatement, il fonde l'École nationale des sciences de l'informatique et créé l'Institut de recherches des sciences informatiques de Tunis. Actionnaire (à hauteur de 5,4 %) et administrateur de la Banque internationale arabe de Tunisie, il est membre du Club de Monaco constitué en mars 2002 par des personnalités internationales, dont le prince Albert II de Monaco, en vue de contribuer à la recherche de la paix dans le bassin méditerranéen.
Bourguiba Jr. fonda et dirige l'association « Les amis des oiseaux » de 1975 à 1989.

## Vie privée
Bourguiba Jr. est marié à Neïla Zouiten, fille de Chedly Zouiten (figure de l'Espérance sportive de Tunis), et père de trois enfants : Moez, Mahdi et Meriem.
Mort le 28 décembre 2009, à l'âge de 82 ans, il est inhumé le lendemain au cimetière de Sidi Abdelaziz à La Marsa ; plusieurs personnalités sont présentes aux funérailles dont le Premier ministre Mohamed Ghannouchi et le secrétaire général du Rassemblement constitutionnel démocratique Mohamed Ghariani.

## Publications
- Notre histoire : entretiens avec Mohamed Kerrou, Tunis, Cérès, 2013, 382 p. (ISBN 978-9973197399)[13].